# Tetuan
|  | Per a altres significats, vegeu «Tetuán». |

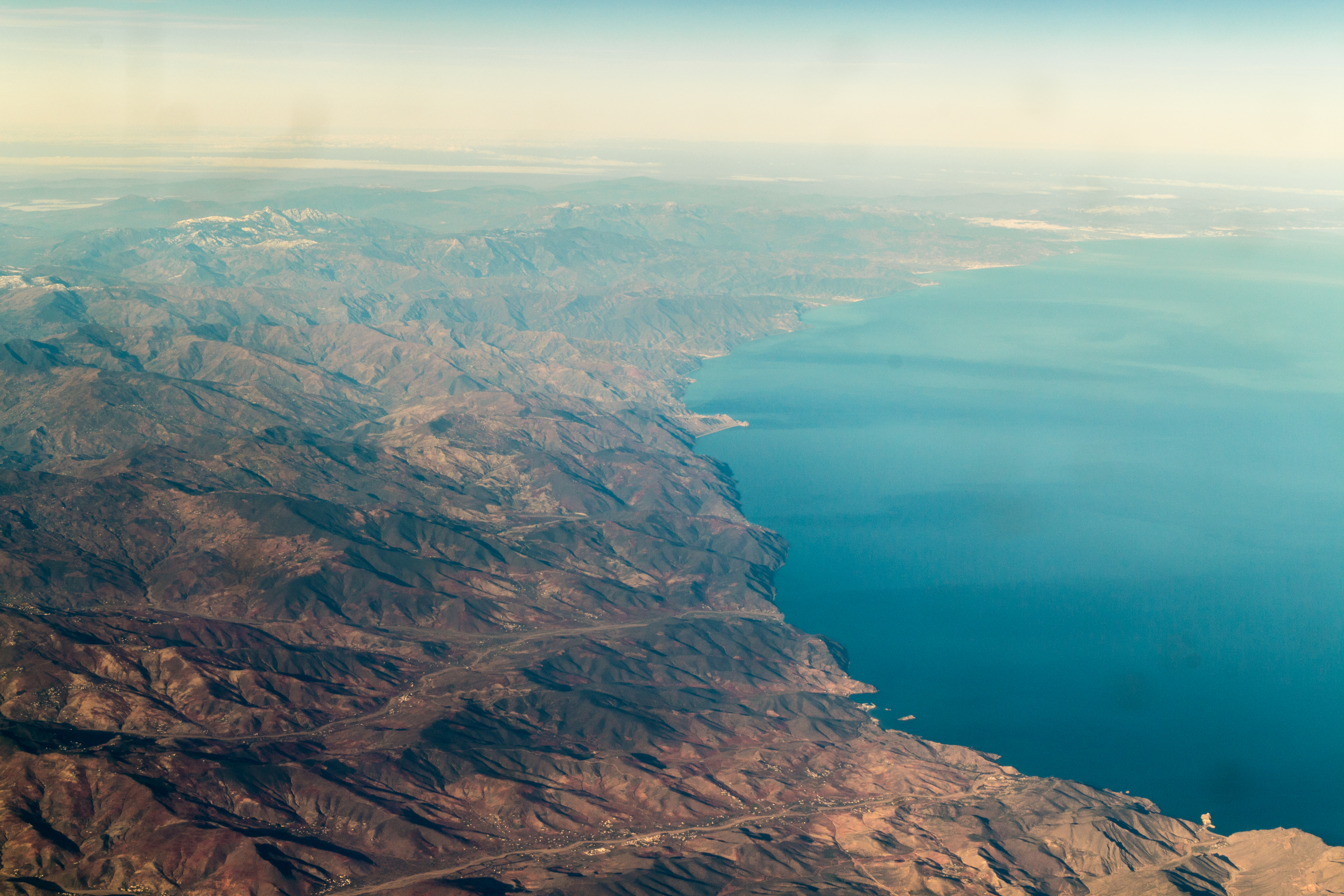
Costa mediterrània del Marroc, foto aèria des de Bades mirant a El Jebha i, més enllà, Tetuan, amb les muntanyes del Rif, regió Tànger-Tetuan (2014)

Tetuan (àrab: تطوان, Tiṭwān; de l'amazic ⵜⵉⵟⵟⴰⵡⵉⵏ, Tittāwīn i originàriament de Tetteiguin) és una ciutat del nord del Marroc, la capital de la regió Tànger-Tetuan, i l'antiga capital del Protectorat Espanyol al Marroc (1913-1956). El nom original amazic vol dir ‘ulls’ o ‘fonts’. De vegades s'anomena amb l'epítet «El colom blanc». La Medina de Tetuan, o barri antic, fou declarada Patrimoni de la Humanitat per la Unesco el 1997.
En direcció llevant hi ha la ciutat pesquera d'Azla. Es troba al flanc de les muntanyes al-Darsa, que són part de la cadena del Rif, i a la desembocadura del riu Martil (Wad Ras, antic Wad Madjaka).

## Història
La presència humana a la zona està testimoniada al Neolític (5000 aC) segons resulta de les troballes d'indústries lítiques iberomauritanes a la cova de Taht El Ghar al sud de la ciutat i a El Ghar Lakhal, prop de Ceuta.
Hereva de la ciutat romana de Tamuda, el seu origen se situa en l'Edat Mitjana. A causa de la proximitat de la mar i el riu navegable va florir el comerç marítim i la pirateria.
Els fenicis van establir una factoria comercial a la desembocadura del riu Martil. Com a població existeix des del segle iii aC; s'hi han trobat vestigis cartaginesos i romans procedents de l'antiga població de Tamuda. Aquest oppidum és a uns 8 km de la ciutat moderna.
El lloc és esmentat per primer cop el 828 en la successió d'Idris II, i després pel geògraf andalusí Abu Ubayd al-Bakri al segle xi (que li atribueix una funció militar i la qualifica d'Hisn o fortalesa més que de madina o ciutat), i més tard per fonts almohades al segle xii, però la seva història abans del segle xv és gairebé desconeguda; les fonts són escasses i la cronologia incerta. Els intercanvis comercials amb l'Àndalus entre els segles x i xiv van provocar una urbanització del nord del Marroc, però Tittawin no apareix esmentada quasi gens mentre la propera Sebta a 34 km prosperava.
El 1286 el sultà marínida hi fundà la kasaba i una mesquita, però no se sap si la fortalesa fou una nova fundació o una restauració. El 21 de juny de 1308 el sultà Abu-Thàbit Àmir ibn Yússuf hi fundà un camp fortificat anomenat al-Afrag, per lluitar contra els nàsrides de Granada que havien ocupat Ceuta. Després de la seva caiguda a mans dels portuguesos el 1415 torna a tenir un paper principalment militar. El cronista portuguès Azurara afirma que els portuguesos van desmantellar el 1437 les fortificacions de Tittawin i la ciutat quedà abandonada i deserta fins a 1484-1485.
Caiguda Granada (fins al 1492) el príncep de Shafshawan (Xauen) Alí ibn Raixid va acollir refugiats andalusins i pogué restaurar Tittawan i una segona restauració en començà amb els darrers exiliats a partir del 1493, dirigida per Ali al-Madhari, un dels darrers defensors de Granada la família del qual governà Tittawan durant algunes generacions aliat als prínceps de Xauen. El successor d'Ali al-Madhari es casà amb la princesa Sayyida al-Hurra, que governà la ciutat del 1525 al 1541 (amb algunes interrupcions) i organitzà la lluita contra els portuguesos; aquestes activitats van provocar la reacció portuguesa; portuguesos, castellans i marroquins van negociar amb Sayyida. Finalment el triomf de la dinastia sadita posà fi al poder dels madharites i la ciutat passà a la família Naksi, fidel a la nova dinastia. Els Naksis, la família dels Ashash i finalment la dels Riffi van governar la ciutat en els segles següents, lleials a la dinastia però de fet autònoms.
La prosperitat iniciada al segle xvii va seguir al segle xviii. D'aquest període són la majoria dels monuments de la ciutat; s'hi treballava lli, cotó, seda, or, argent, adobaments, babutxes, ceràmica, armament, i altres, cosa que va donar reputació a la ciutat en tot el Marroc. A final del segle xviii en començà la crisi. Els diplomàtics europeus establerts allí marxaren cap a Tànger. La fundació de Mogador la va acabar d'arruïnar; la població es revoltà el 1821-1822. El bombardeig de Tànger de 1844 va iniciar el camí cap al final de la sobirania del soldanat. El 1860 la guerra amb Espanya (anomenada Guerra de Tetuan o Guerra d'Àfrica), amb la victòria de les tropes catalanes del general Joan Prim al Wad Ras, suposà l'ocupació de Tetuan que durà 27 mesos, fins al 2 de maig de 1862. Van seguir disturbis contra els jueus acusats de cooperar amb els catalans; la comunitat (un 10% de la població) marxà cap a Tànger o Gibraltar; els comerciants musulmans van abandonar la ciutat cap als ports atlàntics; l'artesanat s'enfonsa per no poder resistir la competència de productes fets a les fàbriques d'Europa; la sericultura en desaparegué.
Després de l'acord de la conferència d'Algesires (1906), que repartia el protectorat del Marroc, definit pel tractat hispano-francès de 1912, Tetuan va passar a ser la capital del Protectorat espanyol al Marroc; un khalifa hi fou designat per representar el sultà. L'administració espanyola fou combatuda políticament pels nacionalistes locals del Partit de la Reforma Nacional (Hizb Al Islah Al Watani), dirigits per Abdelkhalek Torrès. Després de la independència el 1956 la ciutat va perdre aquest estatus de mitja capital.

## Persones il·lustres
- Muhammad al-Haik al-Andalusí, compilador de textos musicals del segle xvii.
- Esther Bendahan.
- Sebastián López Serrano, futbolista.